# Pseudophoxinus evliyae
Espèce
Statut de conservation UICN

 EN B2ab(i,ii,iii,iv) : En danger
Pseudophoxinus evliyae (Lycian spring minnow  en anglais) est un poisson d'eau douce de la famille des Cyprinidae.

## Répartition
Pseudophoxinus evliyae est endémique du bassin du lac d'Alvan en Turquie.

## Description
La taille maximale connue pour Pseudophoxinus evliyae est de 88 mm.

## Étymologie
Son nom spécifique, evliyae, lui a été donné en l'honneur d'Evliya Çelebi (1611-1682), le plus célèbre voyageur de l'Empire ottoman qui publia ses notes dans un ouvrage en dix volumes appelé le Livre des voyages.

## Publication originale
- Freyhof & Özuluğ, 2010 : Pseudophoxinus evliyae, a new species of spring minnow from western Anatolia with remarks on the distribution of P. ninae and the systematic position of P. fahirae (Teleostei: Cyrpinidae). Ichthyological Exploration of Freshwaters, vol. 20, n. 4, p. 309-318[5] (introduction).